# بزرگ سرباز کوچک
بزرگ سرباز کوچک (انگلیسی: Little Big Soldier) فیلمی در ژانر کمدی است که در سال ۲۰۱۰ منتشر شد. از بازیگران آن می‌توان به جکی چان، وانگ لیهوم، و یو رونگ‌گوانگ اشاره کرد.